# Julien Duranville
Julien Duranville (* 5. Mai 2006 in Uccle) ist ein belgischer Fußballspieler. Der Flügelspieler steht in Deutschland bei Borussia Dortmund unter Vertrag und ist A-Nationalspieler.

## Karriere

### Verein
Duranville, Sohn eines Vaters aus Lüttich mit Wurzeln in Martinique und einer Mutter aus Etterbeek mit Wurzeln im Kongo, wurde mit sechs Jahren in der Nachwuchsabteilung des RSC Anderlecht angemeldet. Am 22. Mai 2022 gab er 16-jährig nach einer Einwechslung in der Schlussphase am letzten Spieltag der Play-off-Runde der Saison 2021/22 im sportlich bedeutungslosen Auswärtsspiel gegen den FC Brügge sein Debüt für die erste Herrenmannschaft. Anderlecht war zu diesem Zeitpunkt bereits sicher Qualifikant zur Europa Conference League und konnte nicht mehr in den Meisterschaftskampf eingreifen. Nach der gelungenen Qualifikation für diesen Wettbewerb, im Rahmen derer der Angreifer nicht auflief, wurde er schließlich in der Gruppenphase eingesetzt. Mit dem RSC überstand Duranville die Gruppenphase gegen die Konkurrenten Silkeborg, West Ham United und FCSB Bukarest. Sowohl für die erste wie auch die zweite Herrenmannschaft gelangen dem jungen Flügelspieler jeweils die ersten Treffer, für die Juniorenmannschaften kam er nach der vollständigen Integration in den Profikader gar nicht mehr zum Einsatz. Eine Oberschenkel- sowie eine Muskelverletzung kosteten ihn ab Herbst die restliche Hinrunde bis zur Winterpause, in die sein Verein ohne ihn im Tabellenmittelfeld stehend ging.
Im Januar 2023 wechselte – der weiterhin verletzte – Duranville nach Deutschland zu Borussia Dortmund und unterschrieb einen langfristigen Vertrag. BVB-Sportdirektor Sebastian Kehl äußerte sich zum Transfer des Jungen, der den Verein 8,5 Mio. Euro gekostet haben soll, wie folgt: „Julien ist ein schneller, technisch starker und kreativer Flügelspieler, in dem wir großes Potenzial sehen. Wir möchten in den kommenden Jahren gemeinsam daran arbeiten, dieses Potenzial zu heben und seine Entwicklung voranzutreiben – so wie wir es in der Vergangenheit schon mehrfach mit jungen Talenten unter Beweis gestellt haben. Unser Hauptaugenmerk liegt nun darauf, Julien so schnell wie möglich in unseren Profikader und das neue Umfeld zu integrieren und Schritt für Schritt an das Niveau der Bundesliga heranzuführen.“ Der Belgier folgte auf andere spätere Profis, die als Teenager für Millionensummen aus dem Ausland nach Dortmund wechselten, darunter Jadon Sancho, Jude Bellingham, Ousmane Dembélé und Erling Haaland.
Am 33. Bundesligaspieltag stand der genesene Duranville erstmals in einem Spieltagskader des BVB, ohne jedoch zum Einsatz zu kommen. Seine ersten Minuten Spielpraxis erlangte er dann in der Bundesliga an deren finalen Spieltag nach einer Einwechslung gegen Mainz 05. Mit Dortmund wurde er Vizemeister hinter dem FC Bayern München. In der Spielzeit 2023/24 absolvierte der Belgier infolge eines Muskelfaserrisses sein erstes Spiel erst Ende September 2023 und zwar für die vereinseigenen A-Junioren. Bei deren 3:0 gegen die Mönchengladbacher U19 legte Duranville Paris Brunners zweites Tor auf. Anschließend fiel er aber erneut aufgrund einer weiteren Muskelverletzung aus und kehrte im März 2024 aufs Feld zurück. Vier Partien und drei Assists später war die Spielzeit für Duranville dann endgültig beendet, da er sich seine dritte Muskelverletzung zuzog. Ohne ihn wurden die Dortmunder A-Jugendlichen Meister der Weststaffel und schließlich Vizemeister der Bundesliga. Darüber hinaus spielte der Belgier noch zweimal für die erste Herrenmannschaft.

### Nationalmannschaft
Nach Einsätzen für verschiedene Nachwuchsnationalmannschaften spielte Duranville Anfang September 2024 erstmals in der A-Nationalmannschaft Belgiens. Beim 3:1 gegen Israel sowie beim 0:2 gegen Frankreich in der UEFA Nations League wurde er jeweils in der 2. Halbzeit eingewechselt.

## Erfolge
Borussia Dortmund
- Meister der A-Junioren-Bundesliga West: 2024